# غلام إسحاق خان
غلام إسحاق خان (بالإنجليزية: Ghulam Ishaq Khan)‏ (و. 1915 – 2006 م) هو سياسي من باكستان .
تولى منصب رئيس باكستان (17-8-1988–18-7-1993).

## التعليم
تعلم في جامعة بشاور.